# Garrelsita
La garrelsita és un mineral de la classe dels silicats. Va ser descoberta l'any 1955 a Utah, Estats Units. Rep el seu nom en honor de Robert Minard Garrels (1916-1988), geoquímic i educador estatunidec.

## Característiques
La garrelsita és un nesosilicat de fórmula química NaBa₃B₇Si₂O16(OH)₄. Cristal·litza en el sistema monoclínic en cristalls dipiramidals escarpats, prismàtics, de fins a 3 mm, comunament estriats. És incolora i la seva duresa a l'escala de Mohs és 6.
Segons la classificació de Nickel-Strunz, la garrelsita pertany a «09.AJ: Estructures de nesosilicats (tetraedres aïllats), amb triangles de BO₃ i/o B[4], tetraèdres de Be[4], compartint vèrtex amb SiO₄» juntament amb els següents minerals: grandidierita, ominelita, dumortierita, holtita, magnesiodumortierita, bakerita, datolita, gadolinita-(Ce), gadolinita-(Y), hingganita-(Ce), hingganita-(Y), hingganita-(Yb), homilita, melanocerita-(Ce), minasgeraisita-(Y), calcibeborosilita-(Y), stillwellita-(Ce), cappelenita-(Y), okanoganita-(Y), vicanita-(Ce), hundholmenita-(Y), prosxenkoïta-(Y) i jadarita.

## Formació i jaciments
Només ha estat trobada als Estats Units, a Utah i Califòrnia.